# Far Away Eyes
«Far Away Eyes» —en español: «Ojos lejanos»— es una canción de banda de rock inglesa The Rolling Stones, escrita por Mick Jagger y Keith Richards. Es la 6.ª pista del álbum Some Girls de 1978.

## Inspiración y composición
Mick Jagger y Keith Richards colaboraron extensamente al escribir y componer la canción, que fue grabada a fines de 1977. Existe una versión bootleg cantada por Richards. Los Stones, fanáticos de la música country, incorporaron muchos aspectos del sonido Bakersfield a la canción.
La letra trata de la soledad de la vida y las posibilidades de encontrar el amor. Los versos de la canción son medio cantados, medio hablados, presentado a Jagger parodiando el inglés sureño estadounidense.
«Far Away Eyes» incluye particularmente el uso de Ron Wood de una pedal steel guitar en los solos y los arreglos, un instrumento utilizado en otras canciones del álbum como «Shattered» y «When the Whip Comes Down». También cabe destacar la base y el ritmo lento aportado por Charlie Watts y Bill Wyman. Richards tocó la guitarra acústica y eléctrica; y el piano junto a Mick Jagger.
En una entrevista concedida en 1978 a la revista Rolling Stone, Jagger dijo: "Sabes, cuando conduces por Bakersfield un domingo por la mañana o un domingo por la noche - lo hice hace unos seis meses - todas las emisoras de música country comienzan a transmitir en vivo góspel desde Los Ángeles, y eso es a lo que se refiere la canción, pero la canción realmente trata de conducir solo, escuchando la radio".

## Interpretaciones en vivo
The Rolling Stones han tocado «Far Away Eyes» esporádicamente desde que la incluyeron a su repertorio. Una versión en vivo registrada en el año 2006, durante el A Bigger Bang Tour, fue incluida en el film y álbum en vivoShine a Light. El 20 de mayo de 2013, los stones tocaron la canción en Los Ángeles en el marco del 50 & Counting Tour. Durante el Zip Code Tour la banda interpretó «Far Away Eyes» en el LP Field en Nashville, Tennessee el 17 de junio de 2015. Una grabación en vivo que data de julio de 1995, fue incluida en el álbum Totally Stripped de 2016.
La canción ha sido versionada por The Handsome Family en su álbum Smothered and Covered de 2002.

## Vídeo promocional
El vídeo promocional oficial fue dirigido por Michael Lindsay-Hogg, quien dirigió varios otros vídeos de la banda, incluyendo «Start Me Up», «Jumpin' Jack Flash» y «Fool to Cry». Lindsay-Hogg también dirigió vídeos promocionales para The Beatles y The Who.

## Personal
Acreditados:
- Mick Jagger: voz, piano, coros.
- Keith Richards: guitarra acústica, guitarra eléctrica, piano, coros.
- Ron Wood: pedal steel guitar, coros.
- Bill Wyman: bajo.
- Charlie Watts: batería.